# Maurice Minnifield
Maurice J. Minnifield je fikcionalni lik iz televizijske serije Život na sjeveru. Glumio ga je Barry Corbin.

## Fikcionalna biografija
Maurice Minnifield je bivši marinac pilot lovca u Korejskom ratu, jedno je vrijeme proveo u sjevernokorejskom zatvreničkom logoru, a kasnije je postao astronaut u Programu Mercury (bio je "drugi marinac" u Programu Mercury uz Johna Glenna; u stvarnom životu, Glenn je bio jedini marinac). Umirovio se iz vojske i svemirskog programa s titulom pukovnika. Od svojeg je oca u Tulsi u državi Oklahoma naslijedio 68 milijuna dolara, pored svog brata Malcolma, te kupio 61 km² zemljišta pokraj grada Cicelyja u Okrugu Arrowhead na Aljaski. Minnifield je osnovao radijsku postaju, KBHR (čita se kay-BEAR), koju vodi Chris Stevens, te gradske novine, Cicely News & World Telegram. Cilj mu je bio postati pionir "Nove aljaske rivijere," s ljetovalištima, zatvorenim zajednicama i kasinima. Ponosni građanin Cicelyja, Maurice je na kraju htio izazvati procvat lokalne ekonomije privlačenjem novih poslova u zajednicu.
Maurice je 1988. u Cicely doveo Shelly Tambo, koja ga je osvojila na natjecanju ljepote "Miss Sjeverozapadnog prolaza" u Dawson Cityju u Kanadi.  Shelly je napustila Mauricea zbog Hollinga Vincoeura, njegova dugogodišnjeg najboljeg prijatelja. Maurice je dvije godine odbijao razgovarati s Hollingom, ali s vremenom su obnovili prijateljstvo.
Maurice je 1990. od države Aljaske otkupio ugovor Joela Fleischmana i doveo ga u Cicely.

## Ukusi i uvjerenja
Minnifield ne podnosi homoseksualce,  komuniste i hipije. Uživa u popularnim pjesmama iz mjuzikala kao što su Kralj i ja, Porgy i Bess, Brigadoon i Kiss Me, Kate. Zbog tih karakteristika, a jer je i neženja i gurman, Ron i Eric – gay par koji je kupio kuću od Maurice kako bi je pretvorili u zalogajnicu s prenoćištem – pretpostave da je i on homoseksualac. Iako Maurice osjeća odvratnost prema njihovoj homoseksualnosti i takvoj preptostavci, s vremenom razvija istinsko poštovanje za njihov integritet, poslovnu snalažljivost i sličnu vojničku pozadinu.
Maurice voli pjevati i rijetko propušta priliku da to učini, iako mu je isprva bila mrska ideja da zapjeva na vjenčanju Shelly i Hollinga. Potomak je škotskih MacAlistera, a cijeni škotske običaje, kiltove i viski.

## Ljubavni život
Pri kraju serije, Maurice je još uvijek osjećao sentimentalnu privrženost za Shelly. Međutim, počinje se udvarati Barbari Semanski, policijskoj narednici koja je poslana u Cicely da istraži krađu njegova radija. Svake godine ga je posjećivala astronautska groupie djevojka, Ingrid Klochner.
Maurice je ostao neoženjen, ali je imao sina za kojeg je doznao tek godinama kasnije, a koji je začet tijekom jedne avanture u Korejskom ratu, što se otkriva u epizodi "Seoul Mates". Nema želje postati otac, međutim zbližava se sa sinom nakon što shvaća da ovom nije stalo do njegova bogatstva, te da je sin zdravi, visokoobrazovani i stručni mehaničar. Ostali su u kontaktu, unatoč jezičnoj barijeri. U epizodi "A Kodiak Moment" pokušava posvojiti Chrisa Stevensa.

## Vanjske poveznice
- Maurice Minnifield u internetskoj bazi filmova IMDb-u

- Profil Mauricea Minnifielda na službenoj stranici Barryja Corbina  Arhivirana inačica izvorne stranice od 19. prosinca 2009. (Wayback Machine)